# Steamboat Rock
Steamboat Rock és una població dels Estats Units a l'estat d'Iowa. Segons el cens del 2000 tenia 336 habitants.

## Demografia
Segons el cens del 2000, Steamboat Rock tenia 336 habitants, 150 habitatges, i 91 famílies. La densitat de població era de 240,2 habitants/km².
Dels 150 habitatges en un 25,3% hi vivien nens de menys de 18 anys, en un 54% hi vivien parelles casades, en un 5,3% dones solteres, i en un 39,3% no eren unitats familiars. En el 35,3% dels habitatges hi vivien persones soles el 22% de les quals corresponia a persones de 65 anys o més que vivien soles. El nombre mitjà de persones vivint en cada habitatge era de 2,24 i el nombre mitjà de persones que vivien en cada família era de 2,93.
Per edats la població es repartia de la següent manera: un 25% tenia menys de 18 anys, un 6,3% entre 18 i 24, un 25% entre 25 i 44, un 22,6% de 45 a 60 i un 21,1% 65 anys o més.
L'edat mediana era de 40 anys. Per cada 100 dones de 18 o més anys hi havia 92,4 homes.
La renda mediana per habitatge era de 28.125 $ i la renda mediana per família de 39.125 $. Els homes tenien una renda mediana de 26.607 $ mentre que les dones 25.156 $. La renda per capita de la població era de 13.777 $. Entorn del 12,9% de les famílies i el 14,6% de la població estaven per davall del llindar de pobresa.

## Poblacions més properes
El següent diagrama mostra les poblacions més properes.